# Helmut Rennert

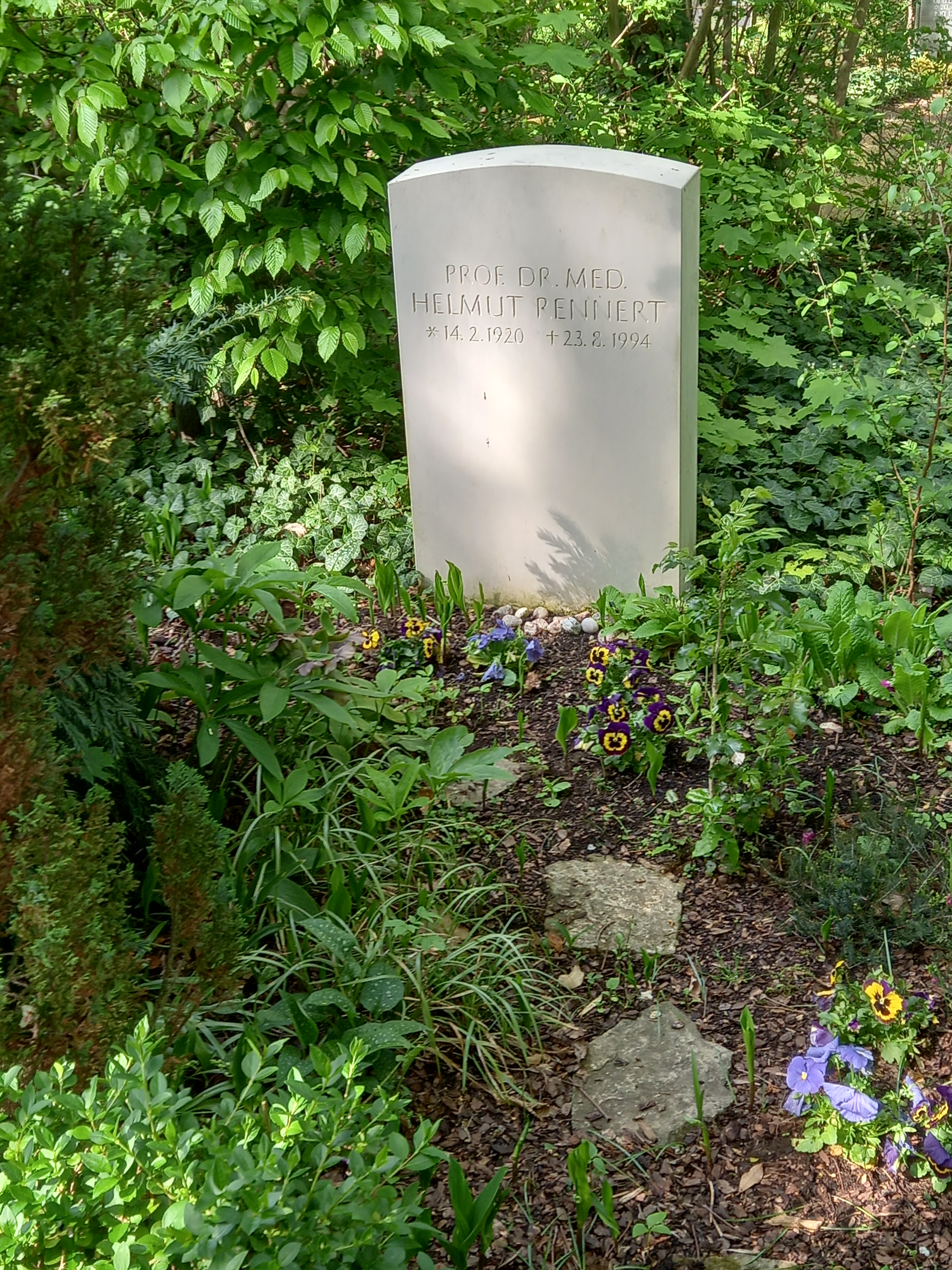
Das Grab von Helmut Rennert auf dem Friedhof Kröllwitz in Halle

Helmut Rennert (* 14. Februar 1920 in Dessau; † 23. August 1994 in Halle) war ein deutscher Psychiater. Mit dem Modell der Universalgenese der endogenen Psychosen leistete er einen Beitrag zur Weiterentwicklung der psychiatrischen Krankheitslehre.

## Lebenslauf und akademische Karriere
Helmut Rennert wurde am 14. Februar 1920 in Dessau geboren. Er schloss die Schule ab, bevor er 1938 zum Wehrdienst eingezogen wurde. 1939 begann er das Medizin-Studium in Leipzig und setzte es 1942 in Jena fort. 1944 schloss er dort mit Staatsexamen und Promotion ab. Zwei Jahre darauf begann Rennert an der Universitäts-Nervenklinik in Jena zu arbeiten, wo er sich 1952 habilitierte. An gleicher Stelle erhielt Rennert 1956 eine Professur mit Lehrauftrag für seinen damaligen Forschungsschwerpunkt Kinderpsychiatrie. Er leitete die kinderneuropsychiatrische Abteilung und arbeitete mit dem Erziehungsheim Sophienhöhe, das Johannes Trüper gegründet hatte. Er arbeitete bei Rudolf Lemke, nach dessen Tod er 1957 die kommissarische Leitung der Universitäts-Nervenklinik in Jena übernahm. 1958 wurde Rennert auf den Lehrstuhl für Psychiatrie und Neurologie an der Universität Halle berufen. Dort wurde er außerdem Direktor der Klinik für Psychiatrie und Neurologie. Sein Interessenschwerpunkt galt in der Hallenser Zeit der Psychiatrie, Rennert bemühte sich aber dennoch auch um die Förderung der Neurologie. Ein besonderes Interesse Rennert galt Verbindungen von Kunst und psychischer Erkrankung. Bereits 1959 erwirkte Rennert dort die Etablierung einer Psychotherapie-Abteilung. Seit 1965 war Rennert Mitglied der Deutschen Akademie der Naturforscher Leopoldina, mit deren Verdienst-Medaille der Leopoldina er 1990 ausgezeichnet wurde. 1968 richtete er in Halle eine Abteilung für Kinderpsychiatrie ein. Zum ordentlichen Professor für Psychiatrie und Neurologie ernannte man Rennert allerdings erst 1969. Des Weiteren war er Mitglied mehrerer Fachgesellschaften, darunter der Gesellschaft für Neurologie und Psychiatrie der DDR und der Medizinisch-wissenschaftlichen Gesellschaft für Psychiatrie und Neurologie an der Martin-Luther-Universität Halle-Wittenberg. 1984 ließ sich Rennert emeritieren und verstarb am 23. August 1994 in Halle.

## Die Universalgenese der endogenen Psychosen
Helmut Rennerts begann seine nosologischen Arbeiten an der Universitäts-Nervenklinik in Jena. Bei einer Studie von 1950 beobachtete er die Diagnosenwechsel vieler an Schizophrenie erkrankter Menschen während ihres Psychiatrieaufenthaltes. Er begann die Unterscheidung verschiedener Psychosen durch die Nosologie zu problematisieren und näherte sich so dem Konzept der Einheitspsychose an. Diese Theorie basiert auf der Vorstellung, dass vielen psychotischen Erscheinungsformen eine gemeinsame psychische Erkrankung zugrunde liegt und es sich folglich um verschiedene Stadien derselben handelt. Die Idee der Einheitspsychose entstammte der ersten Hälfte des 19. Jahrhunderts und war unter anderem von Joseph Guislain und Ernst Albert Zeller beeinflusst und von Wilhelm Griesinger weiterentwickelt worden. In der zweiten Hälfte des 20. Jahrhunderts gewann die Idee erneut an Bedeutung. Neben Rennert in der DDR griff unter anderem der westdeutsche Psychiater Werner Janzarik die Einheitspsychose wieder auf. Seine Untersuchungen zur psychiatrischen Krankheitslehre intensivierte Rennert allerdings erst nach 1958 in Halle. Bei einem nationalen Symposium 1963 nutzte Rennert zunächst den bereits bestehenden Begriff der Einheitspsychose und beteiligte sich damit an den neu aufgeflammten nosologischen Diskussionen in der Psychiatrie seit Ende der 1950er Jahre. Fruchtbare Auseinandersetzungen bestanden mit einem seiner Gegenspieler sowie Berliner Amtskollegen Karl Leonhard, der 1957 die differenzierte „Aufteilung der endogenen Psychosen“ publiziert hatte.
Schon bald bemühte sich Rennert seine eigenen Auffassungen mit dem Begriff der „Universalgenese“ von dem vorgeprägten und daher missverständlichen Begriff der Einheitspsychose abzugrenzen. Rennerts vorrangig biologisch orientierte Vorstellung beinhaltete die einheitliche Pathogenese der endogenen Psychosen. Er zweifelte eigenständige Krankheitseinheiten und klare Grenzziehungen zwischen verschiedenen Psychose-Formen an. Die Pathogenese der endogenen Psychosen werde von vielfältigen Faktoren beeinflusst, deren gemeinsame Dynamik eine „zerebrale Desintegration“ bewirke. Diese Desintegration verlaufe mit einer variierenden Konstellation von Grundbefindlichkeiten. Aus den Konstellationen ergäben sich Syndrome, die sich auf einem kontinuierlichen Spektrum zwischen bipolar vorlaufendenden affektiven Störungen und chronisch verlaufenden Schizophrenien verordnen ließen. Rennert befasste sich mit der Annäherung an jene Grundbefindlichkeiten, die er später als Basissymptome oder Basisstörungen bezeichnete und aus denen er einen „psychopathologischen Basiskomplex“ herauszuarbeiten versuchte.

## Schriften (Auswahl)
- mit Rudolf Lemke: Psychiatrische Themen in Malerei und Graphik. Fischer, Jena 1958.
- Die Merkmale schizophrener Bildnerei. Fischer, Jena 1962.
- Eigengesetze des bildnerischen Ausdrucks bei Schizophrenie. In: Psychiatrie, Neurologie und medizinische Psychologie. Band 15, 1963, S. 282–288.
- Aufteilung der Psychosen und Einheitspsychose – zwei entgegengesetzte Wege der klassischen Psychiatrie? In: Nervenarzt. Band 35, 1964, S. 263–265.
- Die Universalgenese der endogenen Psychosen. Ein Beitrag zum Problem "Einheitspsychose". In: Fortschritte der Neurologie Psychiatrie. Band 33, 1965, S. 251–272.
- Therapeutisches Wirken im Blickwinkel der Universalgenese der Psychosen ("Einheitspsychose"). In: Psychiatrie, Neurologie und medizinische Psychologie. Band 17, 1965, S. 245–247.
- Die Verschiedenheit in den Lehren der Psychosen und ein Versuch zu ihrer Überwindung. In: Nova Acta Leopoldina. Band 33, 1967, S. 253–258.
- A unitary conception in international psychiatry. In: International Journal of Psychiatry. Band 4, 1967, S. 246–249
- Zur Nosologie, Genetik und Therapie der endogenen Psychosyndrome aus einheitspsychotischer Sicht (Universalgenese der Psychosen). In: Psychiatrie, Neurologie und medizinische Psychologie. Beiheft 15, 1972, S. 12–23.
- als Herausgeber: Zu aktuellen Problemen der medizinischen Psychologie. Barth, Leipzig 1972.
- Zur Nosologie, Genetik und Therapie der endogenen Psychosyndrome aus einheitspsychotischer Sicht (Universalgenese der endogenen Psychosen). In: Psychiatrie, Neurologie und medizinische Psychologie. Band 15, 1972, S. 12–23.
- Störungen der tiefenräumlichen Wahrnehmung und Wiedergabe. Ein europsychiatrischer Beitrag zur perspektivischen Erfassung. Deutsche Akademie der Naturforscher Leopoldina, Halle (Saale) 1977.
- Zur Entstehung und Einordnung psychischer Krankheiten aus der Sicht einer "Universalgenese der Psychosen". In: Psychiatrie, Neurologie und medizinische Psychologie. Band 29, 1977, S. 9–13.
- Zum Modell "Universalgenese der Psychosen" - Aspekte einer unkonventionellen Auffassung der psychischen Krankheiten. In: Fortschritte der Neurologie Psychiatrie. Band 50, 1982, S. 1–29.
- Gedanken zur pathogenetischen und phänomenologischen Trennung der endogenen Psychosyndrome. In: Psychiatrie, Neurologie und medizinische Psychologie. Beiheft 33, 1986, S. 43–47.